# Peetschsee
De Peetschsee is een meer in de Duitse deelstaat Mecklenburg-Voor-Pommeren. Het meer heeft een oppervlakte van 0,2 km² en heeft een kustlijn van 2,3 km.